# Бразильская свинка
Бразильская свинка, или бразильская морская свинка (лат. Cavia aperea) — вид грызунов семейства свинковых. Долгое время считалась предком домашней морской свинки. Благодаря новейшим молекулярным исследованиям установлено, что вероятным предком домашних морских свинок является перуанская морская свинка.

## Описание
Бразильская свинка внешне отличается от домашней морской свинки однотонной серой или коричневой окраской, более грубой, длинной шерстью и меньшими размерами. Животные длиной примерно 20 см и массой от 700 до 1500 г.

## Распространение
Бразильские свинки распространены почти по всей Южной Америке (за исключением Колумбии и Венесуэлы, Амазонской низменности и крайнего юга континента).
Эти животные населяют ряд жизненных пространств, в том числе альпийские луга вплоть до высоты более чем 4000 метров над уровнем моря.

## Образ жизни
Активны преимущественно в сумерки. Предпочитают в качестве убежищ норы. Живут совместно в маленьких группах от 5 до 10 животных. Так как свинки не обладают хорошим зрением, для защиты от врагов отлично развиты их слух и обоняние. Продолжительность жизни от 5 до 8 лет.

## Классификация
Следующие виды иногда считают самостоятельными видами или подвидами бразильской свинки:
- Cavia (aperea) guianae (Венесуэла, Гайана)
- Cavia (aperea) anolaimae (окрестности Боготы, Колумбия)
- Cavia (aperea) nana (Западная Боливия)

Другие подвиды:
- Cavia aperea resida (Бразилия, штат Сан-Паулу)
- Cavia aperea festina (Перу)
- Cavia aperea hypoleuca (Парагвай)
- Cavia aperea pamparum (Аргентина и Уругвай)
- Cavia aperea sodalis (Боливия)
- Cavia aperea osgoodi (Перу)